# Campeonato Brasileiro Série B
Il Campeonato Brasileiro Série B, ufficialmente denominato Brasileirão SportingBet – Série B dall'edizione 2023 per ragioni di sponsorizzazione, in passato nota anche come Taça de Prata, è il secondo livello del campionato brasiliano di calcio.
Viene organizzato dal 1971 dalla Confederação Brasileira de Futebol e vi partecipano 20 squadre. Si gioca nell'anno solare, da maggio a novembre.

## Storia
Il Campeonato Brasileiro Série B nacque nel 1971, senza tuttavia alcuna promozione in Série A. Dopo due sole edizioni non venne più disputato per 7 anni, fino al 1980, quando la CBF riorganizzò i campionati nazionali.
Dal 1980 le prime due classificate vengono promosse in Série A, mentre dal 2006 il numero di squadre promosse è aumentato a 4.

## Formula
Dopo l'uso di diverse formule, attualmente le 20 squadre partecipanti si affrontano a turno nel girone di andata e di ritorno da aprile a dicembre. Per ogni partita sono assegnati tre punti alla squadra vincitrice dell'incontro e zero a quella sconfitta. In caso di pareggio è assegnato un punto a entrambe.
Alla fine della stagione la squadra prima viene dichiarata vincitrice del campionato e promossa in Série A insieme alla seconda, alla terza e alla quarta classificata. Le ultime quattro classificate, invece, retrocedono in Série C.

## Albo d'oro
| Anno      |                       |                       |                             |                      |
| Anno      | Campione              | Vice                  | 3º posto                    | 4º posto             |
| --------- | --------------------- | --------------------- | --------------------------- | -------------------- |
| 1971      | Villa Nova (MG)       | Remo (PA)             | Itabaiana (SE)              | Ponte Preta (SP)     |
| 1972      | Sampaio Corrêa (MA)   | Campinense (PB)       | Atlético de Alagoinhas (BA) | América-RN (RN)      |
| 1973-1979 | Non disputato         | Non disputato         | Non disputato               | Non disputato        |
| 1980      | Londrina (PR)         | CSA (AL)              | Ferroviária (SP)            | Botafogo-SP (SP)     |
| 1981      | Guarani (SP)          | Anapolina (GO)        | Remo (PA)                   | Comercial-MS (MS)    |
| 1982      | Campo Grande (RJ)     | CSA (AL)              | Uberaba (MG)                | Joinville (SC)       |
| 1983      | Juventus-SP (SP)      | CSA (AL)              | Joinville (SC)              | Brasília (DF)        |
| 1984      | Uberlândia (MG)       | Remo (PA)             | Inter de Santa Maria (RS)   | Botafogo-PB (PB)     |
| 1985      | Tuna Luso (PA)        | Goytacaz (RJ)         | Figueirense (SC)            | Operário-MS (MS)     |
| 1986-1987 | Non disputato         | Non disputato         | Non disputato               | Non disputato        |
| 1988      | Inter de Limeira (SP) | Náutico (PE)          | Ponte Preta (SP)            | Americano (RJ)       |
| 1989      | Bragantino (SP)       | São José (SP)         | Remo (PA)                   | Catuense (BA)        |
| 1990      | Sport Recife (PE)     | Athl. Paranaense (PR) | Guarani (SP)                | Catuense (BA)        |
| 1991      | Paysandu (PA)         | Guarani (SP)          | Coritiba (PR)               | Americano (RJ)       |
| 1992      | Paraná (PR)           | Vitória (BA)          | Criciúma (SC)               | Santa Cruz (PE)      |
| 1993      | Non disputato         | Non disputato         | Non disputato               | Non disputato        |
| 1994      | Juventude (RS)        | Goiás (GO)            | Desportiva (ES)             | Americano (RJ)       |
| 1995      | Athl. Paranaense (PR) | Coritiba (PR)         | Mogi Mirim (SP)             | Central-PE (PE)      |
| 1996      | União São João (SP)   | América-RN (RN)       | Náutico (PE)                | Londrina (PR)        |
| 1997      | América-MG (MG)       | Ponte Preta (SP)      | Náutico (PE)                | Vila Nova (GO)       |
| 1998      | Gama (DF)             | Botafogo-SP (SP)      | Desportiva (ES)             | Londrina (PR)        |
| 1999      | Goiás (GO)            | Santa Cruz (PE)       | Bahia (BA)                  | Vila Nova (GO)       |
| 2000      | Non disputato         | Non disputato         | Non disputato               | Non disputato        |
| 2001      | Paysandu (PA)         | Figueirense (SC)      | Caxias (RS)                 | Avaí (SC)            |
| 2002      | Criciúma (SC)         | Fortaleza (CE)        | Santa Cruz (PE)             | Paulista (SP)        |
| 2003      | Palmeiras (SP)        | Botafogo (RJ)         | Sport Recife (PE)           | Marília (SP)         |
| 2004      | Brasiliense (DF)      | Fortaleza (CE)        | Avaí (SC)                   | Bahia (BA)           |
| 2005      | Grêmio (RS)           | Santa Cruz (PE)       | Náutico (PE)                | Portuguesa (SP)      |
| 2006      | Atlético Mineiro (MG) | Sport Recife (PE)     | Náutico (PE)                | América-RN (RN)      |
| 2007      | Coritiba (PR)         | Ipatinga (MG)         | Portuguesa (SP)             | Vitória (BA)         |
| 2008      | Corinthians (SP)      | Santo André (SP)      | Avaí (SC)                   | Grêmio Barueri (SP)  |
| 2009      | Vasco da Gama (RJ)    | Guarani (SP)          | Ceará (CE)                  | Atl. Goianiense (GO) |
| 2010      | Coritiba (PR)         | Figueirense (SC)      | Bahia (BA)                  | América-MG (MG)      |
| 2011      | Portuguesa (SP)       | Náutico (PE)          | Ponte Preta (SP)            | Sport Recife (PE)    |
| 2012      | Goiás (GO)            | Criciúma (SC)         | Athl. Paranaense (PR)       | Vitória (BA)         |
| 2013      | Palmeiras (SP)        | Chapecoense (SC)      | Sport Recife (PE)           | Figueirense (SC)     |
| 2014      | Joinville (SC)        | Ponte Preta (SP)      | Vasco da Gama (RJ)          | Avaí (SC)            |
| 2015      | Botafogo (RJ)         | Santa Cruz (PE)       | Vitória (BA)                | América-MG (MG)      |
| 2016      | Atl. Goianiense (GO)  | Avaí (SC)             | Vasco da Gama (RJ)          | Bahia (BA)           |
| 2017      | América-MG (MG)       | Internacional (RS)    | Ceará (CE)                  | Paraná (PR)          |
| 2018      | Fortaleza (CE)        | CSA (AL)              | Avaí (SC)                   | Goiás (GO)           |
| 2019      | Bragantino (SP)       | Sport Recife (PE)     | Coritiba (PR)               | Atl. Goianiense (GO) |
| 2020      | Chapecoense (SC)      | América-MG (MG)       | Juventude (RS)              | Cuiabá (MT)          |
| 2021      | Botafogo (RJ)         | Goiás (GO)            | Coritiba (PR)               | Avaí (SC)            |
| 2022      | Cruzeiro (MG)         | Grêmio (RS)           | Bahia (BA)                  | Vasco da Gama (RJ)   |
| 2023      | Vitória (BA)          | Juventude (RS)        | Criciúma (SC)               | Atl. Goianiense (GO) |
| 2024      | Santos (SP)           | Mirassol (SP)         | Sport Recife (PE)           | Ceará (CE)           |

## Vittorie per club
| Club             | Stato              | Titoli |
| ---------------- | ------------------ | ------ |
| América-MG       | Minas Gerais       | 2      |
| Coritiba         | Paraná             | 2      |
| Goiás            | Goiás              | 2      |
| Palmeiras        | San Paolo          | 2      |
| Paysandu         | Pará               | 2      |
| Botafogo         | Rio de Janeiro     | 2      |
| Atlético Mineiro | Minas Gerais       | 1      |
| Atl. Goianiense  | Goiás              | 1      |
| Athl. Paranaense | Paraná             | 1      |
| Bragantino       | San Paolo          | 1      |
| Brasiliense      | Distretto Federale | 1      |
| Campo Grande     | Rio de Janeiro     | 1      |
| Chapecoense      | Santa Catarina     | 1      |
| Corinthians      | San Paolo          | 1      |
| Criciúma         | Santa Catarina     | 1      |
| Cruzeiro         | Minas Gerais       | 1      |
| Fortaleza        | Ceará              | 1      |
| Gama             | Distretto Federale | 1      |
| Grêmio           | Rio Grande do Sul  | 1      |
| Guarani          | San Paolo          | 1      |
| Inter de Limeira | San Paolo          | 1      |
| Joinville        | Santa Catarina     | 1      |
| Juventude        | Rio Grande do Sul  | 1      |
| Juventus-SP      | San Paolo          | 1      |
| Londrina         | Paraná             | 1      |
| Paraná           | Paraná             | 1      |
| Portuguesa       | San Paolo          | 1      |
| Sampaio Corrêa   | Maranhão           | 1      |
| Sport Recife     | Pernambuco         | 1      |
| Tuna Luso        | Pará               | 1      |
| Uberlândia       | Minas Gerais       | 1      |
| União São João   | San Paolo          | 1      |
| Vasco da Gama    | Rio de Janeiro     | 1      |
| Villa Nova       | Minas Gerais       | 1      |
| Vitória          | Bahia              | 1      |
| Santos           | San Paolo          | 1      |

## Titoli per stato
| Pos. | Stato              | Titoli |
| ---- | ------------------ | ------ |
| 1    | San Paolo          | 10     |
| 2    | Minas Gerais       | 6      |
| 2    | Paraná             | 5      |
| 3    | Rio de Janeiro     | 4      |
| 4    | Goiás              | 3      |
| 4    | Pará               | 3      |
| 4    | Santa Catarina     | 3      |
| 5    | Distretto Federale | 2      |
| 5    | Rio Grande do Sul  | 2      |
| 6    | Bahia              | 1      |
| 6    | Maranhão           | 1      |
| 6    | Pernambuco         | 1      |